# 厄灵顿 (肯塔基州)
厄灵顿（英語：Earlington），是美国肯塔基州的一座城市。建立于1871年，面积约为6.5平方公里（2.5平方英里）。根据2010年美国人口普查，该市的人口为1,413人。